# Heroica Ciudad de Tlaxiaco
La Heroica Ciudad de Tlaxiaco (pronunciado /tlajiáko/) es una ciudad del estado mexicano de Oaxaca. Se localiza en el noroeste del estado, y pertenece a la Mixteca Alta oaxaqueña. Toma su nombre de la cabecera municipal, que fue llamada Heroica merced a una batalla en que se enfrentaron mexicanos y franceses durante la Segunda Intervención Francesa. Su clima predominante es templado, su vegetación es bosque de pino y de encino. Su principal actividad económica es el comercio.
Tlaxiaco es un nombre de origen náhuatl, que proviene de los vocablos tlach(tli) (juego de pelota), quiahui(tl) (lluvia) y -co (sufijo de localidad), de donde tiene el significado aproximado de "Sitio donde llueve en la cancha del juego de pelota". Su nombre en mixteco es Ndijiinu, que significa "Buena vista". Por tanto, ambos idiomas privilegian la posición topográfica del área como un lugar con buena visión y dominio del paisaje.
El municipio comprende las poblaciones de San Pedro Yosotato, el más importante de la región, por su extenso territorio. Le siguen: Santa María Cuquila (Ñuu Nkuiñí, en mixteco), San Isidro, San Pedro Llano Grande, Juan Escutia, Plan de Guadalupe (Tlaxiaco), Agua Zarca, San Miguel del Progreso, San Felipe Tindaco, Joya Grande,Ojo de Agua (Tlaxiaco), Mexicalzingo de los Granados.

## Gastronomía
Incluye comidas como el mole negro (estilo Tlaxiaco, con diversos ingredientes como variados chiles, cacahuates, pepitas, piña, jitomate, chorizo, chocolate y otros), la barbacoa (carne de borrego, de chivo o de res cocida en hornos hechos de tierra, a los que se les aplican piedras de río y pencas de maguey), chiles rellenos, pozole de mole amarillo, tamales, pulque, tepache, ticunche (bebida a base de maguey que se encuentra en los cerros de este lugar) y antojitos diversos como los esquites, las tlayudas, las alegrías, diversos panes y la cemita tlaxiaqueña.

## Toponimia
Tlaxiaco proviene del náhuatl tlachquiauhco (de /tlač-kiaw-ko/ de tlach(tli), "juego de pelota"; quiahuitl, "lluvia", y -co, terminación de locativo, es decir, "en (el lugar de) la lluvia del juego de pelota"). Aparece representado el topónimo en el Códice Mendoza, donde se aprecia la imagen clásica de una cancha del juego de pelota (que algunos describen como una "H" o una "I" mayúscula), y dentro del campo hay gotas de lluvia. Aunque también, como la gran mayoría de las ciudades mixtecas, posee un nombre en mixteco: Ndisi nuu, que se traduce como "buena vista".

## Reseña histórica
Existen pocos estudios particulares sobre Tlaxiaco. "Huamelulpam informa, sobre Tlaxiaco: "el asentamiento inicial del sitio se sitúa alrededor de 400 a. C., es decir, durante el inicio del Preclásico tardío" en Mesoamérica. La ocupación total abarca un periodo de 100 años. Por su importancia estratégica, fue codiciada por los mexicas, ya que se ubica entre Coixtlahuaca y Tututepec, dos importantes señoríos mixtecos, por lo que fue invadida en varias ocasiones, hasta convertirse en guarnición mexica.
En Tlaxiaco existe un registro de 279 sitios arqueológicos de gran importancia que dan cuenta del su esplendor durante la época prehispánica.
Esta tierra Mixteca se remonta a la época prehispánica, ocupada entre los años 100 a. C. al 1500 d. C., siendo su ocupación de manera progresiva en las lomas y cerros del valle de Tlaxiaco, para los años 1600 los mixtecos o Ñuu Savi se consolida como un grupo poderoso estableciendo grupos en todo el estado.
Posteriormente en el periodo colonial, esta región tuvo grandes aportaciones a la economía novohispana, como fue la producción de la grana cochinilla. Entre sus principales evangelizadores se señala a fray Gonzalo de Lucero y Benito Hernández, la cual se inició por el año 1548. Se conserva de esos años un convento dominico cuya construcción fue asesorada por Rodrigo Gil de Hontañón destacándose de ese monumento histórico lo que se denomina "Modillón dominico" (modillón es la ménsula o zapata que adorna por debajo a una cornisa), existiendo una copia exacta e igual en la iglesia parroquial de Santiago.
En 1519 la inminente conquista española se hizo presente en esta región con el mando de Francisco de Orosco, arribando las órdenes de los Agustinos, Dominicos y Franciscanos quienes de forma pacífica, enseñaron su doctrina. En 1548 llegan a Tlaxiaco Fray Gonzalo de Lucero y Fray Benito Hernández quienes fundaron una ermita en el Barrio de San Pedro donde evangelizaron, después de 1801, en medio de la agitación política y social nacional, se llevan a cabo las terminaciones del templo de Santa María de la Asunción.
Durante los primeros decenios del siglo XIX Tlaxiaco es testigo de grandes acontecimientos, sobresale la entrega de mixtecos al movimiento insurgente en persona del Coronel Valerio Trujano, quien conoció a Remigio Sarabia, el indio de Santiago Nuyoo y quien “sabía agarrar las armas y pelear donde se gustara”; este hombre de origen tlaxiaqueño atravesó las filas enemigas en Cuautla e Izúcar con su propia valentía. La Estancia de Morelos: en 1813 el general José María Morelos y Pavón toma el camino hacia Acapulco y pasa por Tlaxiaco, en su estancia exhortó a los tlaxiaqueños a incorporarse a los ideales insurgentes, apoyando al Ejército.
La señora María Nava de Catalán, viuda del general Catalán, muerto en la lucha de Independencia, junto a otras nativas de esta ciudad ofrecieron a sus hijos a la causa de la Independencia, acción por la cual Morelos la nombra Generala, hecho que después da título a Tlaxiaco como Heroica Ciudad. El 29 de abril de 1814 se lleva a cabo la Batalla del Cerro Encantado, en donde Ramos Sesma y un centenar de insurgentes sin armas, ni artillería ni recursos, esperaron al ejército realista dirigido por el comandante Obeso, quien subió por dicho cerro tan despacio que los insurgentes los bañaron con piedras enormes que hacían rodar y uno que otro fuego de fusil, logrando herir y matar a los que atacaban, quienes se dispersaron con el grito de “Mejor echen bala y no echen canto (cantera, piedra rocosa)”, es de ahí donde se da nombre a este cerro (encantado) y por qué después Tlaxiaco es nombrada doblemente Heroica Ciudad. Hubo 19 muertos y 120 heridos.
Tlaxiaco estuvo siempre en disputa tanto por fuerzas republicanas como por las fuerzas invasoras, por su ubicación estratégica y punto de enlace con otras entidades o caminos. El general Porfirio Díaz, en diciembre de 1854, después de pelear en Teotongo, durante la persecución de Santa Anna porque había votado en contra de la permanencia de éste en la presidencia, llega a Tlaxiaco para refugiarse con su amigo cura Manuel Márquez, donde es asistido y curado de sus heridas por los tlaxiaqueños.

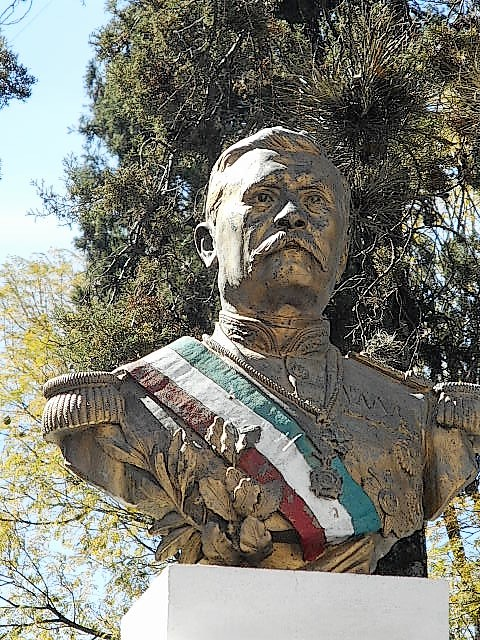
Busto de Porfirio Díaz en Tlaxiaco, Oaxaca, México, 2018, uno de los pocos que quedan en México.

El 6 de enero de 1866 Díaz intenta tomar Tlaxiaco nuevamente, esto originó que la guarnición austriaca de Silacayoapan se movilizara, Díaz aprovechó el movimiento para ocupar la segunda plaza y de ahí reforzar sus fuerzas para atacar la primera, al llegar a las inmediaciones de Tlaxiaco se presentaron fuerzas enemigas dirigidas por Ramírez de Acevedo, con mayor armamento y personal. Esta fue la lucha más encarnizada; Díaz avanzaba con la caballería republicana y la infantería maltrecha, incursionaron hasta el centro de la ciudad en tres ocasiones, pero los enemigos postrados en los techos de los edificios y la parroquia, dos días de lucha que Díaz no pudo soportar debido a la llegada de nuevos enemigos, Díaz tuvo que replegarse a las montañas y tomar Tlaxiaco en otra ocasión.
En 1884 Tlaxiaco el Congreso del Estado decreta a Tlaxiaco cabecera de distrito y además Heroica Ciudad de Tlaxiaco, esto por los hechos acontecidos anteriormente. Tlaxiaco fue conocido también como Ciudad de los Mártires de la Reforma, al ser asesinados varios partidarios de la reforma en el Barrio de San Pedro, con lo que se reconoce a Tlaxiaco como tres veces heroica. Los carrancistas tomaron en marzo de 1916 la ciudad de Oaxaca, los poderes del estado llegaron a Tlaxiaco junto con el gobernador Interino José Inés Dávila, esta ciudad fue la segunda más importante en el estado y al mismo tiempo la más anhelada por los enemigos de la soberanía nacional. El 12 de agosto del mismo año Tlaxiaco es saqueado, vejado y tomado por los carrancistas al mando del coronel Nicolás Piña y los hermanos Avendaño. El gobernador tuvo que huir por rumbo a Mixtepec, sintiéndose culpable por haberse asentado en esta pacífica ciudad. Para el 13 de octubre de 1917, los tlaxiaqueños volvieron a ser atacados, esta vez por fuerzas “amigas” de Mixtepec, desgraciadamente duró poco para los invasores, ya que se improvisó una resistencia con Nacho Ruiz, Cenobio Jiménez, Irineo Bolaños, Roberto Lievana, Ignacio Parra y Simón Barrera, así como Aurelio Pacheco y Vicente Mora, quienes hicieron huir a los mixtepecanos en poco tiempo.
El arqueólogo Roberto Santos, cronista de la ciudad, manifestó que según estudios realizados, se han encontrado a otros personajes oriundos que podrían ser considerados héroes, como es el caso del teniente José María Núñez, los cabos Ignacio Jiménez, Silvapando Rodríguez, Víctor Maldonado, José María Picazo, Fermín Díaz, Mateo Caballero, Prisciliano María Vásquez y Francisco Guzmán, quienes participaron activamente en la guardia nacional de Tlaxiaco durante la Invasión Norteamericana y la Intervención Francesa. Asimismo, el 3 de octubre de 1876, la Guardia Nacional de Tlaxiaco dejó familia y tierras para luchar en la Batalla de Miahuatlán, la Batalla de la Carbonera (18 de octubre) y en el Sitio de Oaxaca (30 de octubre), las cuales fueron ganadas y dieron pauta para que el coronel Manuel González llegara a la Presidencia de la República.

## Personas destacadas
- Francisco Belmar Rodríguez, conocido mundialmente como "el filólogo de Tlaxiaco". El licenciado Belmar fue el principal divulgador de las lenguas indígenas mexicanas, principalmente las del Estado de Oaxaca.
- Lila Downs, cantante mexicana y exponente de la Cultura Oaxaqueña.
- Eleazar Montes Daza, artista en la pintura y las alegorías.
- Mario Montes Ramírez, artista pintor y creativo, autor del icono tlaxiaqueño "EL INDITO" (diseñado para conmemorar el primer centenario de Tlaxiaco como ciudad, 1984).
- Samuel Hernández Viazcán, magistrado de Circuito del Poder Judicial de la Federación, licenciado en Derecho egresado de la UNAM, Parte de los fundadores del Sindicato de Trabajadores del Poder Judicial de la Federación. (Falleció 23 de junio de 2000.)
- Cruz Herrera González, realizó la recopilación de los sones y jarabes de Tlaxiaco que se presentan en la Guelaguetza.
- Enrique Simancas Chávez, presidente del comité impulsor de la construcción del reloj de Tlaxiaco.
- Aliro Pimentel, impulsor de la música en Tlaxiaco.
- Caldelas, constructor de la iglesia de Tlaxiaco.
- Gerónimo Altamirano, presbítero, impulsor de la reconstrucción del templo de Tlaxiaco y rescate del ex convento.
- Luis Vega y Reguera, hombre emprendedor y benefactor de Tlaxiaco.
- Claudio Cruz, filántropo y responsable de la introducción de gran cantidad de usos y costumbres de los artesanos en Tlaxiaco.
- Emiliano Gómez, historiador, cronista y recopilador de gran parte de la historia de Tlaxiaco.
- José Herrera, defensor de la República bajo las órdenes de Porfirio Díaz en las batallas de La Carbonera y de Miahuatlán, durante el Segundo Imperio.
- Fidel Simancas, introdujo la luz eléctrica a Tlaxiaco.
- Lucas Martínez Álvarez, introductor del agua potable y la instalación de tubería en el área urbana.
- Rafael Reyes Spíndola, periodista y creador del periodismo moderno.
- Antonio Santos Romero, fundador y dirigente del Consejo Estudiantil Universitario (CEU) de la UNAM.
- Hesiquio Vásquez Sánchez, deportista, ciclista, impulsor del ciclismo por más de 50 años en Tlaxiaco.
- Edith Ortiz, cantante mexicana y exponente de la Cultura Oaxaqueña.
- Diego Armando Zaragoza, arquitecto afamado, constructor industrial.
- Agustín Aguilar Sánchez, miembro del Escuadrón 201 que fue a la Segunda Guerra Mundial.
- Jorge Barrios, pintor y maestro en grabado, quien ha expuesto sus obras en París, Francia.
- Javier Bautista Espinosa, autor del libro Porfirio Díaz: de guerrillero a caudillo.
- Yalitza Aparicio, actriz, conocida por su participación en la película Roma.

## Hermanamientos
La ciudad de Tlaxiaco está hermanada con las siguientes ciudades
- Oaxaca, Oaxaca de Juárez (2011)
- Oaxaca, Huajuapan de León (2012)[10][11][12]